# یوسویر
یوسویر (به هلندی: Jouswier) یک منطقهٔ مسکونی در هلند است که در دونگرادیل واقع شده‌است. یوسویر ۴۴ نفر جمعیت دارد.